# Physica (tijdschrift)
Physica is een Nederlandse reeks wetenschappelijke tijdschriften op het gebied van de natuurkunde, uitgegeven door Elsevier.

## Oprichting

### 1921-1933
Een directe voorganger van het tijdschrift werd in 1921 opgericht door Adriaan Fokker, Balthasar van der Pol en Ekko Oosterhuis. Aanvankelijk werd dit uitgegeven als Physica: Nederlands Tijdschrift voor Natuurkunde, en werden artikelen bij voorkeur in het Nederlands gepubliceerd. Deze artikelen zijn te raadplegen op de websites van  het Instituut-Lorentz voor Theoretische Fysica in Leiden en de Nederlandse Natuurkundige Vereniging.

### 1934-heden
In 1934 werd het tijdschrift gesplitst in een meer wetenschappelijk deel onder de titel Physica (dat gedeeltelijk ook een voortzetting werd van Archives néerlandaises des sciences exactes et naturelles. Série 3A, Sciences exactes, uitgegeven door de Hollandse Maatschappij der Wetenschappen) en een meer populair deel als Nederlands Tijdschrift voor Natuurkunde (NTvN). Deze splitsing was mede ingegeven door het feit dat veel Joodse wetenschappers in Nederland niet meer konden publiceren in prestigieuze Duitse tijdschriften als het Zeitschrift für Physik. De oprichting van een eigen Nederlands wetenschappelijk natuurkundetijdschrift zou hun een alternatief publicatiekanaal bieden. Het NTvN zou vanaf 1939 het officiële orgaan worden van de Nederlandse Natuurkundige Vereniging.

## Elsevier
In 1970 werd de North-Holland Publishing Company, die door de Hollandse Maatschappij der Wetenschappen was opgericht en Physica uitgaf, overgenomen door Elsevier. North-Holland bleef echter bestaan als imprint.

## Splitsingen en nieuwe delen
In 1975 werd het tijdschrift Physica gesplitst in de delen A, B en C, waarbij Physica A de theoretische en statistische fysica behandelde, Physica B de vastestoffysica en de fysica van lage temperaturen, en Physica C atoom- en molecuulfysica, plasmafysica en optica. Tot 1988 werden de laatste twee gezamenlijk uitgegeven als Physica B+C. Intussen was in 1980 een Physica D toegevoegd, dat zich richtte op de fysische aspecten van niet-lineaire verschijnselen. In 1988 werd Physica B+C gesplitst, waarbij de onderwerpen van C verdwenen: Physica B behandelde voortaan de vastestoffysica, en Physica C werd volledig gewijd aan de supergeleiding, die juist in die jaren een impuls had gekregen met de ontdekking van hogetemperatuursupergeleiding. In 1998 kwam er ten slotte Physica E bij, over laag-dimensionale systemen en nanostructuren.